# Babatana
Le babatana, ou East Choiseul, Mbambatana ou Sisiqa, est une des langues de Nouvelle-Irlande, parlée par 7 070 locuteurs, dans la partie orientale de Choiseul (île). Ses dialectes sont : Babatana, Sengan (Sengga, Sisingga, Senga), Kuboro (Kumboro), Katazi, Lömaumbi, Avasö. Il est proche du ririo.